# Sinularia nanolobata
Sinularia nanolobata är en korallart som beskrevs av Verseveldt 1977. Sinularia nanolobata ingår i släktet Sinularia och familjen läderkoraller. Inga underarter finns listade i Catalogue of Life.